# Roberto Alderete
Roberto Alderete Morales (ur. 7 czerwca 1961 w mieście Meksyk) – meksykański piłkarz występujący na pozycji pomocnika, w późniejszym czasie trener.

## Kariera klubowa
Alderete pochodzi ze stołecznego miasta Meksyk i jest wychowankiem akademii juniorskiej tamtejszego zespołu Club América. Do seniorskiej drużyny został włączony w wieku dwudziestu jeden lat przez chilijskiego szkoleniowca Carlosa Reinoso i w meksykańskiej Primera División zadebiutował w sezonie 1982/1983. W rozgrywkach 1983/1984 wywalczył pierwsze w swojej karierze mistrzostwo Meksyku i sukces ten powtórzył również rok później, podczas sezonu 1984/1985. Po raz trzeci tytuł mistrzowski zdobył z Américą podczas półrocznych rozgrywek Prode '85, zaś w 1987 roku triumfował w najbardziej prestiżowych rozgrywkach północnoamerykańskiego kontynentu – Pucharze Mistrzów CONCACAF. W sezonie 1987/1988 czwarty raz został mistrzem Meksyku, a następnie wywalczył superpuchar kraju – Campeón de Campeones. Ogółem w barwach Amériki spędził sześć lat obfitujących w liczne sukcesy, lecz przeważnie nie miał niepodważalnej pozycji w wyjściowym składzie i często pojawiał się na boiskach jako rezerwowy.
Latem 1988 Alderete został piłkarzem innej ekipy ze stolicy, Club Necaxa. Występował w niej przez kolejne cztery lata, podczas pierwszych dwóch sezonów będąc podstawowym piłkarzem klubu, lecz w następnych notując już sporadyczne występy. Nie zdołał również odnieść z Necaxą większych osiągnięć. W połowie 1992 roku podpisał umowę z beniaminkiem najwyższej klasy rozgrywkowej, CF Pachuca, jednak nie zdołał uchronić drużyny przed spadkiem z powrotem do drugiej ligi już na koniec rozgrywek 1992/1993. On sam pozostał jednak w Primera División, przechodząc do zespołu Toros Neza z siedzibą w mieście Nezahualcóyotl. Tam również nie zdołał nawiązać do sukcesów odnoszonych w Américe i w wieku 33 lat zakończył profesjonalną karierę piłkarską.

## Kariera trenerska
Po zakończeniu kariery piłkarskiej Alderete rozpoczął pracę w roli szkoleniowca. W październiku 1999, po odejściu Carlosa Kiese, został tymczasowym trenerem swojego macierzystego Club América i poprowadził go w dwóch ligowych spotkaniach, notując zwycięstwo i remis, po czym został zastąpiony przez Alfredo Tenę. W latach 2011–2012 był asystentem swojego byłego boiskowego kolegi Mario Trejo w trzecioligowym Uniónie de Curtidores, a po upływie kilku miesięcy powrócił do Amériki, gdzie rozpoczął pracę z grupami juniorskimi, początkowo pracując tam z drużyną siedemnastolatków, a następnie piętnastolatków.